# Baylee Littrell
Baylee  Wylee Littrell (Atlanta, 26 de novembro de 2002), mais conhecido como Baylee Littrell, é um cantor e compositor estadunidense de música country. É filho da modelo e atriz Leighanne Wallace e do membro dos Backstreet Boys, Brian Littrell. O primo de seu pai, Kevin Richardson, também é membro dos Backstreet Boys e seu primo em segundo grau. Ele é filho único.
Sendo um fã de esportes como seu pai, Littrell começou a jogar em uma liga infantil e times recreativos de basquete, ambos treinados por seu pai, além de karatê, lacrosse, futebol e futebol. Ele também teve aulas de atuação, dança e culinária. Quando ele tinha 6 anos, ele desenvolveu a síndrome de Kawasaki, que tem uma série de sintomas que se originam de vasos sanguíneos inchados ao redor de  coração. Seus pais anunciaram o diagnóstico no site oficial do cantor.
Littrell foi educado em casa a partir os 7 ou 8 anos e foi capaz de pular uma série em casa e na estrada. Ao fazer isso, ele estudou enquanto atuava como ator e cantor, com seu pai como diretor musical e sua mãe como gerente. Agora que ele se formou, e acabou de lançar seu primeiro álbum country, ele ainda planeja ir para a faculdade.

## Carreira

### Início de carreira
Baylee Littrell começou a se envolver com música aos 2 anos de idade, acompanhando seu pai na turnê Never Gone. Contudo, ele nunca se envolveu com música até a primeira série, quando participou de bandas, teatro e acampamentos de atuação durante o verão. Mais tarde, ele até começou a escrever canções compostas de pequenos poemas, quando tinha 6-7 anos. Ele finalmente começou a ter aulas de atuação, canto, tocar piano e aprendeu a tocar violão com seu pai, Brian.

### Carreira na Broadway
Quando ele tinha 13 anos, sua família deixou sua casa em Atlanta para o Upper West Side enquanto Littrell fez sua estréia na Broadway no musical Disaster! interpretando os gêmeos idênticos Ben e Lisa em 8 de março de 2016, no Nederlander Theatre. Seu desempenho lhe rendeu uma indicação ao Drama Desk em 2016.

### Carreira solo
Aos 9 anos, ele começou a abrir shows para seu pai e os Backstreet Boys ao redor do mundo, geralmente tocando duas músicas. Quando terminou seu tempo na Broadway, ele disse aos pais que queria começar sua carreira como artista country, o que fez, escrevendo suas próprias músicas e ouvindo Florida Georgia Line.
Em 3 de abril de 2019, os Backstreet Boys anunciaram Littrell como um ato de abertura para a etapa norte-americana da DNA World Tour. A turnê começou em 12 de julho de 2019, em Washington DC na Capital One Arena e durou até setembro de 2019.
A partir de 31 de outubro de 2019, Littrell se juntou ao artista americano de música country Chris Lane para uma série de apresentações em sua turnê Big Big Plans em Cincinnati, Ohio ; Louisville, Kentucky ; e Atlanta, Geórgia.
Em 15 de novembro de 2019, Littrell lançou seu álbum de estreia, 770-Country, via BriLeigh Records. O álbum inclui composição e produção de Gary Baker, Corey Crowder, Seth Ennis, Tyler Hubbard, Steven Lee Olsen, Daniel Ross e o próprio Littrell. Possui singles como "Boxes", "Don't Knock It" e "We Run This Beach".

## Influências
Baylee Littrell disse que algumas de suas maiores influências musicais incluem Tim McGraw (sua maior inspiração), Florida Georgia Line, George Strait e Johnny Cash.

## Vida pessoal
Littrell reside em Alpharetta, Geórgia, perto de Atlanta, nos Estados Unidos, com seus pais e dois cães Willard e Ellie Sue.

## Discografia

### Álbuns
- 770 Country (2019)

### Extended plays(EPs)
- Vol One (2022)

### Singles
| Título              | Ano  | Álbum       |
| ------------------- | ---- | ----------- |
| "Don't Knock It"    | 2018 | 770 Country |
| "Boxes"             | 2019 | 770 Country |
| "We Run This Beach" | 2019 | 770 Country |
| "Some Guys"         | 2020 | 770 Country |
| "Gone"              | 2022 | EP. Vol One |
| "Change Your Mind"  | 2022 | EP. Vol One |